# 列比亞日區
57°24′34″N 49°32′22″E / 57.40944°N 49.53944°E
列比亞日區（俄语：Лебяжский район），是俄羅斯的一個區，位於該國西部，由基洛夫州負責管轄，面積1,336平方公里，2010年該區人口8,700，人口密度每平方公里6.51人。